# Ecteinascidia imperfecta
Ecteinascidia imperfecta is een zakpijpensoort uit de familie van de Perophoridae. De wetenschappelijke naam van de soort is voor het eerst geldig gepubliceerd in 1950 door Tokioka.